# Partido de Piura
El partido de Piura fue el nombre de una de las siete subdivisiones territoriales de la intendencia de Trujillo del Imperio español en el Virreinato del Perú. Este partido comprendía los ríos Chira, Tumbes y Sechura, incluyendo también el desierto de Sechura. Como cabeza de este partido, Piura estaba gobernada por el juez subdelegado. Al igual que los demás partidos, eclesiásticamente formaba parte de la Diócesis de Trujillo sufragáneo de la Arquidiócesis de Lima.

## Historia
Tras ser suprimidos los corregimientos en 1784 por el rey Carlos III, se crearon las intendencias y los partidos en el Virreinato del Perú.
El 12 de febrero de 1821 José de San Martín dictó un Reglamento Provisional, en donde dispuso la creación del departamento de Trujillo y suprimió la intendencia así como los partidos que lo formaban:

1. El territorio que actualmente se halla bajo la protección del ejército libertador, se dividirá en cuatro departamentos, comprehendidos en estos términos: los partidos del Cercado de Trujillo, Lambayeque, Piura, Cajamarca, Huamachuco, Pataz, y Chachapoyas, forman el Departamento de Trujillo con las doctrinas de su dependencia: (...)

2. En cada sección de estas, habrá un presidente de departamento: la residencia de los dos primeros, será en Trujillo, y Tarma; la del tercero en Huaráz, y la del cuarto en Huaura.